# Mistress (groupe)
Pour les articles homonymes, voir Mistress.
Mistress est un groupe britannique de metal extrême, originaire de Birmingham, en Angleterre, actif de 1999 à 2008. Les membres de ce groupe de cinq personnes ont adopté des pseudonymes comme noms de scène, notamment : Drunken et Misery aux guitares, Dirty Von Arse à la basse, Dave Cunt au chant, et Migg à la batterie. Dave Cunt (alias Dave Hunt) est également membre d'Anaal Nathrakh et Migg (alias Mick Kenney) fait partie de plusieurs autres groupes, dont Anaal Nathrakh, Exploder, Fukpig et Frost. Misery (Paul Kenney, frère aîné de Mick) joue également dans Fukpig et Kroh. Mistress annonce sa séparation en 2008.

## Histoire
Le groupe est formé à la fin des années 1990 à Birmingham, en Angleterre, et commence à jouer sa propre version du sludge vitriolique d'Iron Monkey / Eyehategod. Le groupe se fait remarquer pour ses paroles offensives, mais intellectuelles, et un son incroyablement lourd, sale et downtuned. En 2001, Mistress sort deux démos, intitulées Fuck Off et Lord Worm, qui leur permettent de signer sur le label de musique extrême underground Rage of Achilles. Leur premier album studio pour le label est l'album éponyme Mistress en avril 2002, qui reçoit de bonnes critiques de la part des publications de musique extrême. En 2005, ils sortent leur troisième album studio, In Disgust We Trust, qui a été enregistré entre janvier et mars de la même année.
La même année, Earache réédite également les deux premiers albums du groupe. Après avoir été retiré de la liste d'Earache en 2006, le groupe signe sur le nouveau label de Mick Kenney et Shane Embury, FETO Records. Le 23 avril 2007, ils sortent leur quatrième album studio chez FETO Records, intitulé The Glory Bitches of Doghead, qui abandonne le sludge au profit d'un renforcement des éléments grind,. L'album comporte également une piste d'ambiance (composée de divers bruits, y compris ce qui semble être de la pluie) créée par Misery, qui peut être entendue distinctement entre les chansons, ajoutant de la profondeur à la musique vicieuse qui est jouée
Mistress apparait dans l'émission spéciale de Noël de Never Mind the Buzzcocks, interprétant des chants de Noël en sludge metal. Mistress annonce sa séparation en mars 2008.

## Discographie

### Albums studio
- 2002 : Mistress
- 2003 : Mistress II: The Chronovisor
- 2005 : In Disgust We Trust
- 2007 : The Glory Bitches of Doghead

### Démos
- 2001 : Fuck Off
- 2001 : Lord Worm